# Bundesautobahn 92
Pour les articles homonymes, voir A92.
La Bundesautobahn 92 (ou BAB 92, A92 ou Autobahn 92) est une autoroute allemande mesurant 134 kilomètres.